# Chiêm tinh học tâm lý

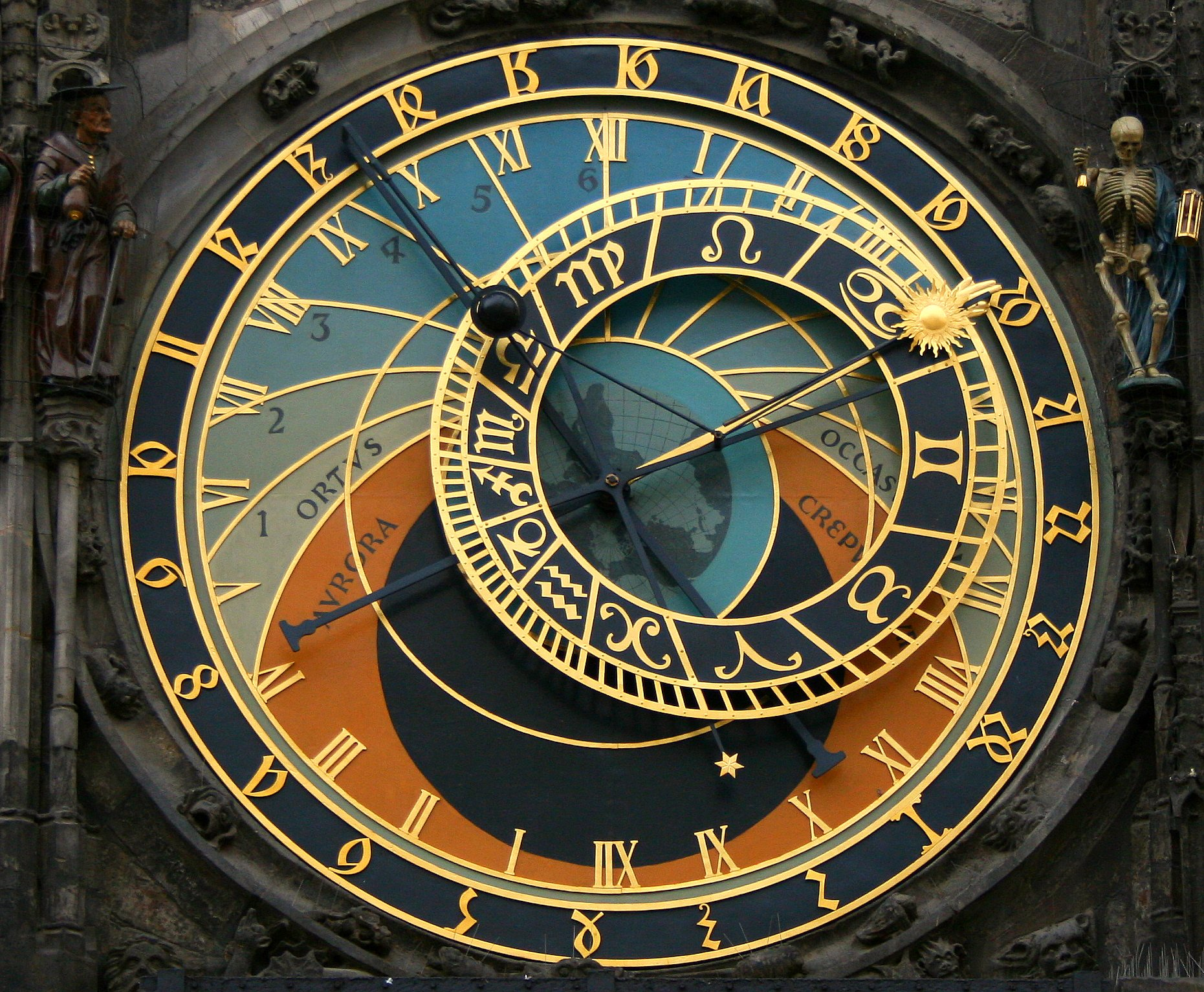
Đồng hồ chiêm tinh tại Prague ở CH Séc

Chiêm tinh học tâm lý (Psychological astrology) hay Tâm lý học chiêm tinh (Astropsychology) là kết quả của sự giao thoa giữa các lĩnh vực chiêm tinh học với tâm lý học chuyên sâu, tâm lý học nhân văn và tâm lý học siêu cá nhân, theo đó, đây là một trường phái hoặc cách tiếp cận trong chiêm tinh học, tập trung vào việc sử dụng các biểu tượng và nguyên lý chiêm tinh để khám phá và hiểu biết về tâm lý, tính cách, động lực vô thức và tiềm năng phát triển cá nhân, thay vì chỉ dự đoán các sự kiện trong tương lai. Có một số phương pháp phân tích tử vi trong chiêm tinh học tâm lý đương đại như tử vi có thể được phân tích thông qua các nguyên mẫu trong chiêm tinh học (như đặc trưng theo phương pháp của trường phái Carl Jung trong chiêm tinh học) hoặc các phân tích có thể bắt nguồn từ các lý thuyết nhu cầu và động lực tâm lý. Không có nghiên cứu khoa học nào có phương pháp luận vững chắc cho thấy lợi ích hay bất lợi khi sử dụng chiêm tinh học tâm lý. Chiêm tinh học tâm lý, hay còn gọi là chiêm tinh học tâm lý, là một giả khoa học. Các nhà chiêm tinh học tâm lý có chịu ảnh hưởng mạnh mẽ từ các trường phái tâm lý học chiều sâu, đặc biệt là tâm lý học phân tích của nhà tâm thần học Carl Jung, tin rằng các biểu tượng chiêm tinh tương ứng với các nguyên mẫu trong vô thức tập thể của con người.

## Đại cương
Vào thế kỷ XX, truyền thống thuyết bí truyền ở phương Tây đã truyền cảm hứng cho nhà tâm thần học người Thụy Sĩ và cũng là người sáng lập ra tâm lý học phân tích chính là Carl Jung để xây dựng giả thuyết nguyên mẫu của mình, chịu ảnh hưởng của lý thuyết về ý tưởng và hình thức của Plato. Trong quá trình nghiên cứu ý nghĩa biểu tượng của những giấc mơ, từ những cuộc thăm khám, cuộc trò chuyện với những bệnh nhân tâm thần về những giấc mơ lặp lại, và bức tranh do bệnh nhân vẽ ra, Jung đã quan sát thấy những chủ đề hoặc nguyên mẫu thần thoại lặp đi lặp lại. Ông đề xuất rằng những nguyên mẫu phổ quát và vượt thời gian này truyền tải những trải nghiệm và cảm xúc, tạo ra những khuôn mẫu hành vi dễ nhận biết và điển hình với những kết quả có thể xảy ra nhất định. Jung nhận thấy mối tương quan giữa những hình ảnh nguyên mẫu này với các chủ đề chiêm tinh học hay các "vị thần" truyền thống gắn liền với các tinh cầu trong chiêm tinh học và các cung hoàng đạo. Ông kết luận rằng các hình tượng biểu tượng trên trời được mô tả bởi các chòm sao ban đầu được lấy cảm hứng từ các hình ảnh được tạo ra từ vô thức tập thể. Jung đã viết "Chiêm tinh học đại diện cho tổng thể tất cả các kiến thức tâm lý của thời cổ đại". Chiêm tinh học tâm lý xem biểu đồ sao của một người như một bản đồ tâm lý, phản ánh cấu trúc nội tâm, các nguyên mẫu (Archetypes), xung đột và tiềm năng của cá nhân đó. Mỗi hành tinh, cung hoàng đạo, gia đạo (nhà) và góc hợp (Aspect) trong biểu đồ sao được diễn giải như một khía cạnh hoặc năng lượng tâm lý. 
Hợp tác với nhà vật lý lý thuyết tiên phong (và người đoạt giải Nobel) Wolfgang Pauli, Jung đã phát triển lý thuyết về đồng bộ. Lý thuyết này, được Jung so sánh với nguyên nhân hình thức của triết gia Aristotle cho rằng "bất cứ điều gì được sinh ra hoặc thực hiện tại thời điểm cụ thể này đều có chất lượng của thời điểm này". Jung định nghĩa mối tương quan giữa vị trí của các thiên thể tại thời điểm sinh ra và sự phát triển của một cá nhân là không phải nhân quả (tính đồng hiện) và không phải do các hành tinh gây ra trực tiếp. Nhiều nhà chiêm tinh học cũng như nhà tâm lý học đã theo đuổi lý thuyết của Jung trong các tác phẩm, bài giảng và thực hành của họ. Một trong những nhà chiêm tinh học đầu tiên kết hợp tâm lý học Jung với chiêm tinh học là Dane Rudhyar và học trò của ông là Alexander Ruperti. Rudhyar gọi nó là "chiêm tinh học nhân văn", chủ đề của tập sách đồ sộ của ông có tựa đề Chiêm tinh học về tính cách, xuất bản năm 1936. Tuy nhiên, chiêm tinh học tâm lý đã trở nên vững chắc vào cuối thế kỷ XX với những cuốn sách và bài giảng của Liz Greene. Năm 1983, Liz Greene và Howard Sasportas, một nhà trị liệu tâm lý tổng hợp, đã thành lập Trung tâm chiêm tinh học tâm lý tại Luân Đôn. Trong khi đó, tại Thụy Sĩ, Bruno Huber và Louise Huber cũng phát triển phương pháp tâm lý chiêm tinh của riêng họ, được gọi là Phương pháp Huber, chịu ảnh hưởng từ công trình tổng hợp tâm lý của Roberto Assagioli. Năm 1962, vợ chồng Huber thành lập Trường Chiêm tinh Huber và công trình của họ hiện được giảng dạy tại Hiệp hội Tâm lý Chiêm tinh. Mục đích của việc phân tích biểu đồ sao là giúp cá nhân tự nhận thức, hiểu rõ hơn về bản thân, điểm mạnh, điểm yếu, các khuôn mẫu hành vi và động cơ ẩn giấu, cũng như khám phá tiềm năng chưa được khai thác và đối mặt với các thách thức tâm lý, tìm thấy các trải nghiệm cá nhân và hành trình cuộc đời.